# Yepes
|  | Per a altres significats, vegeu «Tomás Yepes». |

Yepes és un municipi de la província de Toledo, a la comunitat autònoma de Castella la Manxa. Limita al nord amb Ciruelos i Ocaña (TO) i Aranjuez (M). Al sud amb Villasequilla i Huerta de Valdecarábanos (TO). A l'est amb Ocaña (TO) i a l'oest amb Aranjuez (M) i Almonacid de Toledo (TO).